# Ofensiva general de 1981
La ofensiva general de 1981, originalmente llamado por la ofensiva final de 1981, era la fracasada primera ofensiva militar del Frente Farabundo Martí para la Liberación Nacional (FMLN) durante la guerra civil de El Salvador contra la Junta Revolucionaria de Gobierno. El objetivo declarado era la toma del poder antes de la toma de posesión del presidente de Estados Unidos, Ronald Reagan, que ocurriría el 20 de enero de ese mismo año.

## Antecedentes

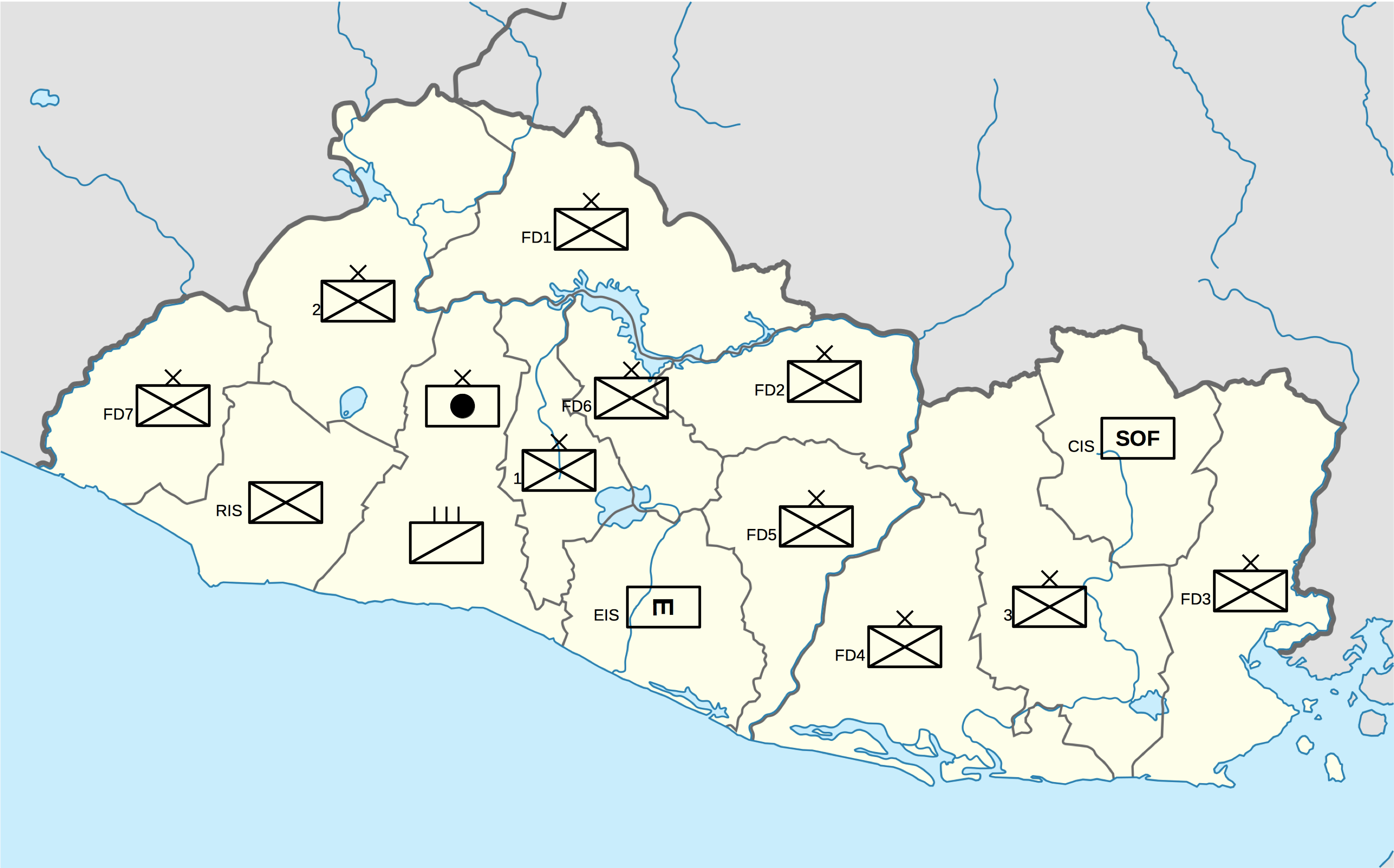
Posiciones militares del gobierno salvadoreño al empezar de la ofensiva final de 1981.

El FMLN se había fundado el 10 de octubre de 1980, y en diciembre se había integrado el Partido Revolucionario de los Trabajadores Centroamericanos (PRTC). Por lo menos desde enero de ese mismo año se estaba preparando la plataforma para un Gobierno Democrático Revolucionario (GDR), que se instrumentaría tras la toma del poder. El GDR fue presentado el 24 de febrero de ese año por la Coordinadora Revolucionaria de Masas (CRM).
Mientras la Dirección Revolucionaria Unificada (DRU) preparaba los aspectos militares, políticos y diplomáticos de la ofensiva, desde el 22 de enero, a través de la CRM, la izquierda comenzó un intenso trabajo de lucha de calle con una gigantesca manifestación (entre 200.000 y 350.000 personas), que fue reprimida por los cuerpos de seguridad del gobierno, el DRU lanzó un comunicado anunciando la ofensiva. En este punto la DRU seguía publicando comunicados instando a la población a unirse a la guerrilla.
Desde el 30 de marzo, tras la matanza ocurrida durante los funerales del arzobispo Óscar Arnulfo Romero, asesinado el día 24 de ese mes, las organizaciones de masas comenzaron a replegarse de las calles, pero muchos de sus militantes y cuadros pasaron a engrosar las filas de las organizaciones político-militares, con miras a la "ofensiva final". Los sindicatos afiliados a la CRM también efectuaron diversos "ensayos" de huelga general; se activaron grupos de choque para proteger las manifestaciones y hubo un auge de los comandos urbanos. Por su parte, con la mayor parte de sus dirigentes exiliados, el Frente Democrático Revolucionario, en alianza con el FMLN, lanzó una campaña diplomática en Europa, América Latina, Estados Unidos y el norte de África destinada a lograr simpatía internacional hacia el movimiento revolucionario. Entre otras medidas, se presentó una moción para que se reconociera como fuerza representativa y beligerante al FMLN ante la Asamblea General de las Naciones Unidas. Aunque no fructificó, el 30 de agosto de ese año llevó a la Declaración México-Francia de reconocimiento del FMLN como representativa del pueblo salvadoreño, un tanto tarde ya para los objetivos de la ofensiva.
La respuesta del régimen fue implacable. Además del asesinato de figuras políticas y morales de gran peso, como el arzobispo Romero, los llamados "escuadrones de la muerte" fueron activados al máximo, y buena parte del movimiento popular fue descabezado, sin contar con los asesinatos de militantes de base y de sus familias. Fue el año en que se lanzaron las mayores y más frecuentes ofensivas militares contra las zonas de influencia de la guerrilla y se crearon los primeros batallones de élite. La culminación de esta campaña fue el asesinato, en noviembre de 1980, de seis de los principales dirigentes del FDR: Enrique Álvarez Córdova, presidente de la alianza; Juan Chacón, secretario general del Bloque Popular Revolucionario; Manuel de Jesús Franco, dirigente de la Unión Democrática Nacionalista; Enrique Escobar Barrera, del Movimiento Nacional Revolucionario; Humberto Mendoza, del Movimiento de Liberación Popular, y Doroteo Hernández, líder de la Unión de Pobladores de Tugurios, dependiente del BPR.
Aun así, el 20 de diciembre de 1980, en Managua, el presidente del FDR, Guillermo Manuel Ungo, declaró que pronto se daría a conocer la conformación del gobierno que tomaría el poder tras la ofensiva que se avecinaba, y diferentes comandantes guerrilleros aseguraron que la ofensiva culminaría con la toma del poder antes de la juramentación de Ronald Reagan.

## La Ofensiva
El 10 de enero de 1981, el FMLN y el FDR dio a conocer un escueto comunicado por todo el mundo: "A las 5 de la tarde de hoy se inició la ofensiva general. El enemigo está perdido; lo tenemos rodeado; la justicia popular ha llegado."

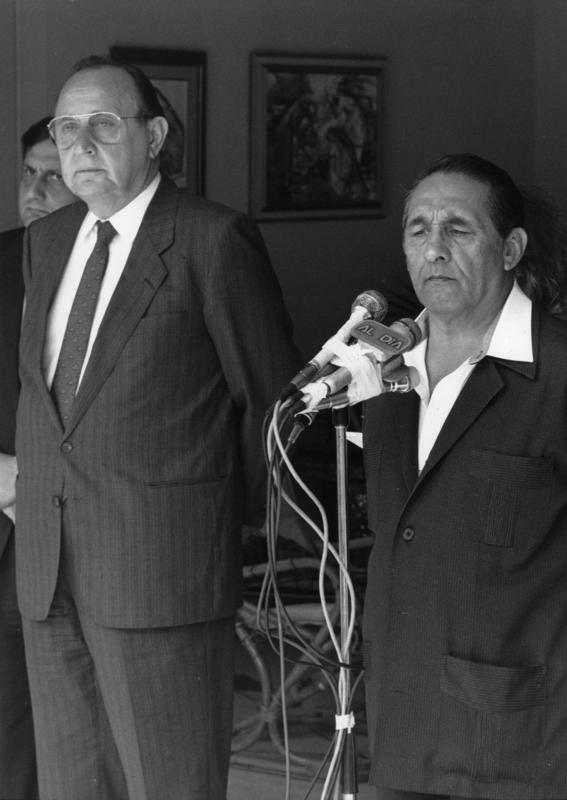
Ign José Napoleon Duarte Presidente de la Junta Revolutionaria de Gobierno Durante la ofensiva General de 1981.

Los combates comenzaron con el ataque a varias de las guarniciones más importantes del país, como la de San Francisco Gotera, en Morazán, y las de San Miguel, Santa Ana, Zacatecoluca y varias de San Salvador. En ese momento quedó claro que, pese a todos los preparativos, las fuerzas del FMLN no estaban listas para el combate frontal contra el ejército y los cuerpos de seguridad, y lo que debía ser una rápida victoria se convirtió en un impasse que corría en contra de las fuerzas revolucionarias, pues el gobierno salvadoreño recibió un rápido y masivo apoyo militar del gobierno estadounidense, aún encabezado por James Carter.
El FMLN había confiado también en que los ataques contra el ejército provocarían insurrecciones locales por todo el país, pero éstas no se produjeron. En la capital se declaró la huelga general y hubo combates de calle entre las fuerzas de seguridad y comandos urbanos y milicias, pero la población tampoco se levantó, y para el 20 de enero, día de la toma de posesión de Reagan, la ofensiva había fracasado. Los combates continuarían durante algunos días más, en especial en las zonas rurales.

## Consecuencias

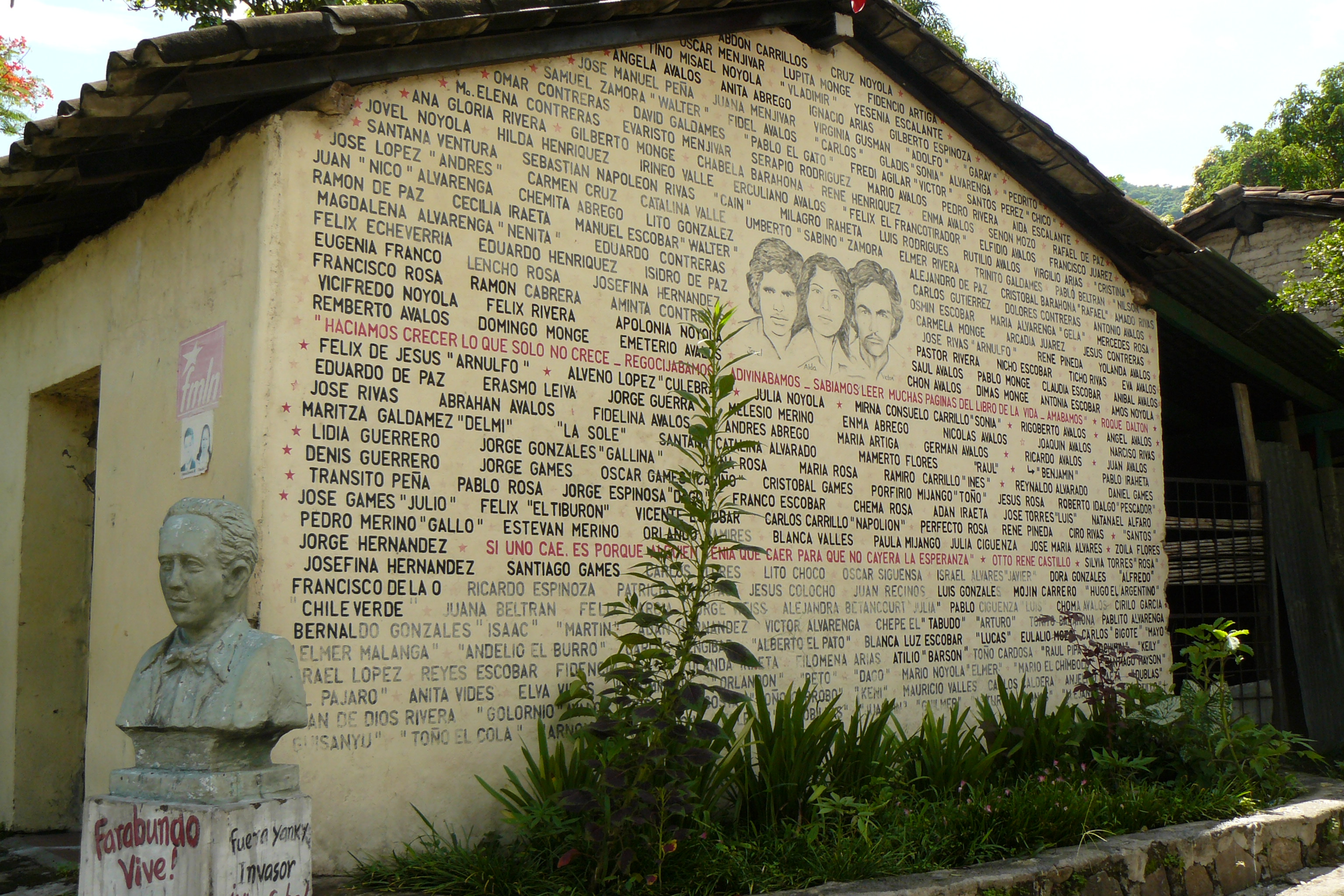
Mural en honor a los fallecidos durante el conflicto. En Cabañas El Salvador.

Según diferentes valoraciones, fueron varios los factores que determinaron el fracaso de la "ofensiva final" u "ofensiva general". La más importante fue la desarticulación de las dirigencias de los movimientos de masas y el traslado de sus cuadros más eficaces a las instancias militares. Luego, las organizaciones político-militares declararon dentro del FMLN una cantidad mucho mayor de sus fuerzas reales, y los planes se hicieron con base en esto; se confiaba en que la población insurreccionada compensaría la falta de efectivos guerrilleros. Además, por la desconfianza existente entre las propias organizaciones guerrilleras y de masas, no se estableció un mando común, un estado mayor general o mecanismos de coordinación sobre el terreno, y cada una actuó por su lado, sin mantener informadas a las demás. No se establecieron mecanismos de logística, y los incipientes comités de barrio no contaban con líderes, planes de acción concretos ni mecanismos de lucha prestablecidos. Meses después de la ofensiva, el FMLN-FDR no descartó la posibilidad de llegar a un acuerdo pacífico con el gobierno salvadoreño.

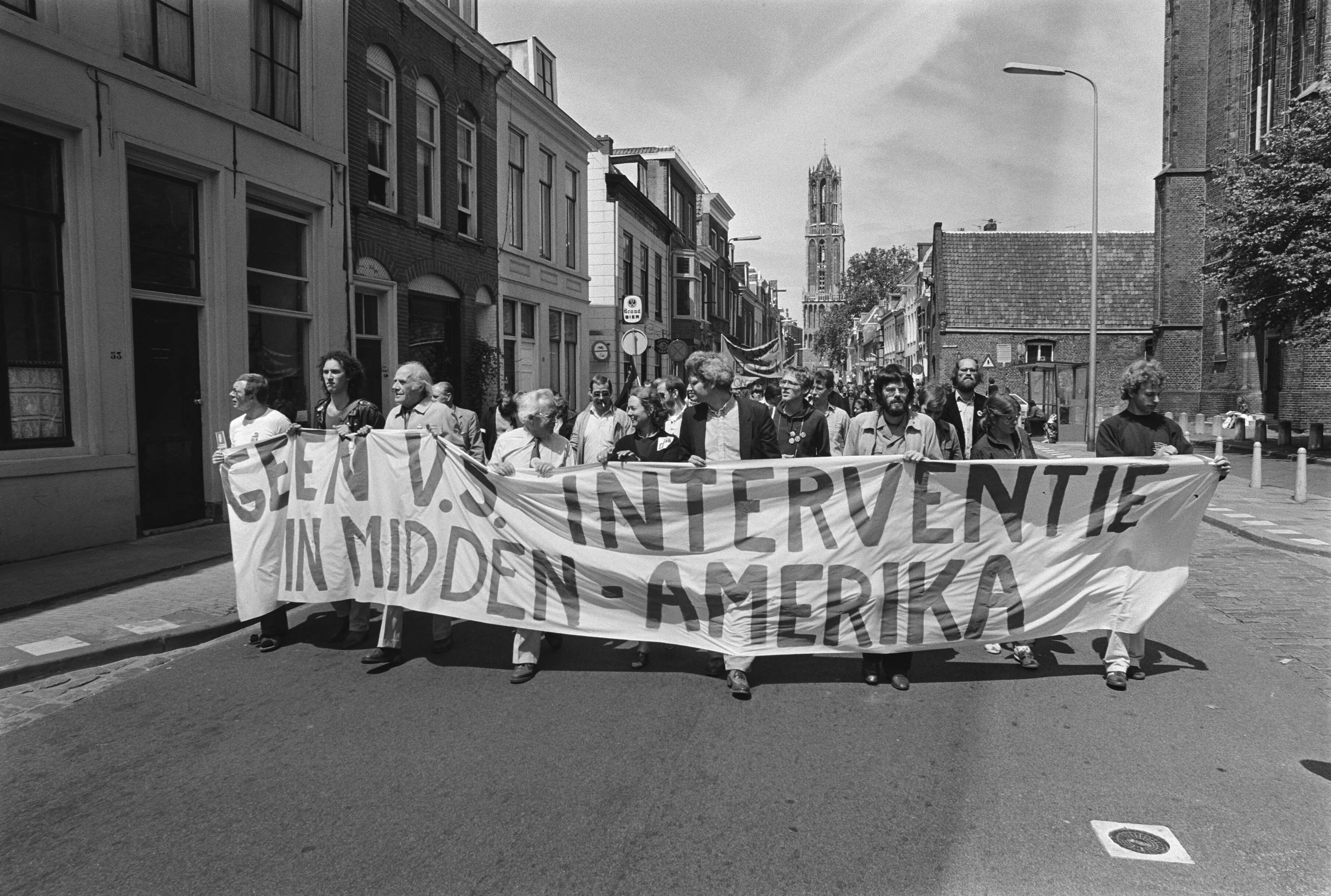
Manifestación contra la interferencia estadounidense en El Salvador 1981.

El FMLN, en fin, jugó a la carta de la "ofensiva final" toda la energía organizativa acumulada a lo largo de una década. La derrota llevó a un replanteamiento de los mecanismos de lucha, que quedaron prácticamente destruidos, y de la estrategia revolucionaria insurgente. Este replanteamiento llevó no solo a un reforzamiento militar del FMLN, con un énfasis menor en el movimiento popular y político, sino también a pugnas entre y dentro de las organizaciones político-militares. Una de las consecuencias extremas de las discusiones sería el asesinato en Managua, el 6 de abril de 1983, de la comandante Mélida Anaya Montes, "Ana María", y el posterior fallecimiento del comandante Salvador Cayetano Carpio, "Marcial", los principales dirigentes de la más poderosa organización del FMLN, las Fuerzas Populares de Liberación "Farabundo Martí".